# Saint-Hilaire-le-Lierru
Saint-Hilaire-le-Lierru is een plaats en voormalige gemeente in het Franse departement Sarthe (regio Pays de la Loire) en telt 132 inwoners (2005). De plaats maakt deel uit van het arrondissement Mamers. Saint-Hilaire-le-Lierru is op 1 januari 2016 gefuseerd met de gemeente Tuffé tot de gemeente Tuffé Val de la Chéronne.

## Geografie
De oppervlakte van Saint-Hilaire-le-Lierru bedraagt 4,5 km², de bevolkingsdichtheid is 29,3 inwoners per km².
De onderstaande kaart toont de ligging van Saint-Hilaire-le-Lierru met de belangrijkste infrastructuur en aangrenzende gemeenten.

## Demografie
Onderstaande figuur toont het verloop van het inwonertal (bron: INSEE-tellingen).